# Joan (Vorname)
Joan ist ein männlicher wie weiblicher Vorname.

## Bedeutung
Der Name ist eine Variante des Vornamens Johannes bzw. Johanna.

## Verwendung und Varianten
Als weiblicher Vorname findet sich Joan (dʒoʊn) in der englischen Sprache gemeinsam mit den ähnlich gesprochenen Joann, Jo-Ann, Joanne (dʒəʊˈæn). Dort tritt er seit dem Mittelalter auf und kommt heute besonders auch in den Vereinigten Staaten vor. Weitere verbreitete Varianten des weiblichen Vornamens im Englischen sind Joni und Joanna (siehe entsprechende Hauptartikel zu Namensträgerinnen).
Als männlicher Vorname wird Joan in der katalanischen Sprache im Osten Spaniens sowie selten in Skandinavien benutzt. Diese Form ist eng verwandt mit dem spanischen Juan. Auch in anderen Gebieten Europas ist oder war Joan oder seltener Joann als männlicher Name verbreitet, zur Form Joannes/Joannis siehe unter Johannes.

## Namenstage
Zu möglichen Namenstagen siehe Johannes bzw. Johanna

## Namensträger (alle Schreibweisen)

### Vorname (männlich)
- Joan Aguiló i Pinya (1860–1924), mallorquinischer Pfarrer und Archäologe
- Joan Alcover i Maspons (1854–1926), mallorquinischer Dichter
- Joan Martí Alanís (1928–2009), katalanischer Bischof und Kofürst von Andorra
- Joan Amades (1890–1959), katalanischer Ethnologe und Folklorist
- Joan Albert Amargós (* 1950), spanischer Komponist und Dirigent
- Joan Josep Amengual (1796–1876), katalanischer Schriftsteller und Philologe
- Joan Babot (1918–1997), spanischer Fußballspieler
- Joan Bastardas (1919–2009), katalanischer Altphilologe
- Joan Benlloch y Vivó (1864–1926), spanischer Geistlicher und Kardinal
- Joan-Daniel Bezsonoff (* 1963), französisch-nordkatalanischer Sprachwissenschaftler und Schriftsteller
- Joan Blaeu (1596–1673), niederländischer Kartograf und Kupferstecher
- Joan Bosco (1815–1888), italienischer katholischer Priester und Ordensgründer
- Joan Botam (1926–2023), katalanischer Priester und Kapuziner
- Joan Brossa (1919–1998), katalanischer Schriftsteller und Künstler
- Joan Brull (1863–1912), katalanischer Maler
- Joan Cabanilles (1644–1712), spanischer Organist und Barockkomponist
- Joan Campins (* 1995), spanischer Fußballspieler
- Joan Cañellas (* 1986), spanischer Handballspieler
- Joan Capdevila (* 1978), spanischer Fußballspieler
- Joan Carrera Planas (1930–2008), katalanischer Weihbischof
- Joan Carreras i Goicoechea (* 1962), katalanischer Schriftsteller
- Joan Castejón (* 1945), spanischer Zeichner, Maler und Bildhauer
- Joan de Cantalausa, Pseudonym des französischen Priesters und Sprachwissenschaftler Loís Combas (1925–2006)
- Joan Albos Cavaliere (* 1980), andorranischer Skibergsteiger
- Joan Cererols (1618–1680), katalanischer Benediktinermönch und Komponist
- Joan Clapera i Mayà (1929–2018), katalanischer Maler
- Joan Clos (* 1949), katalanischer Politiker (PSC)
- Joan Coromines (1905–1997), spanischer Linguist
- Joan Cortada i Sala (1805–1868), katalanischer Schriftsteller der Romantik und Geschichtswissenschaftler
- Joan Corver (1628–1716), Amsterdamer Regent
- Joan Crespí (1721–1782), katalanischer Franziskaner und Missionar
- Joan Isaac Cuenca López (* 1991), spanischer Fußballspieler
- Joan Daemen (* 1965), belgischer Kryptologe
- Joan Daurer (14. Jahrhundert), katalanischer Kunstmaler
- Joan Antoni Desvalls i d’Ardena (1740–1820), katalanischer Adeliger und Gelehrter
- Jóan Símun Edmundsson (* 1991), färöischer Fußballspieler
- Joan Francesc Ferrer Sicilia (* 1970), katalanischer Fußballspieler und -trainer, siehe Rubi (Fußballspieler)
- Joan Fontcuberta (* 1955), katalanischer Künstler, Lehrer und Autor
- Joan Fuster (1922–1992), katalanischer Schriftsteller
- Joan Gamper (1877–1930), Schweizer Geschäftsmann und Schweiz-spanischer Fußballpionier
- Joan Pujol García (1912–1988), deutsch-englischer Doppelagent im Zweiten Weltkrieg
- Joan Gardy-Artigas (* 1938), spanischer Maler, Bildhauer und Keramiker
- Joan Guzmán (* 1976), dominikanischer Boxer
- Joan van den Honert (1693–1758), niederländischer reformierter Theologe
- Joan van Hoorn (1653–1711), Generalgouverneur von Niederländisch-Indien
- Joan Horrach (* 1974), spanischer Radrennfahrer
- Joan Huydecoper van Maarsseveen (1625–1704) (Huydecoper II), Regent und Bürgermeister von Amsterdam
- Joan Jordán Moreno (* 1994), spanischer Fußballspieler
- Joan Junceda (1881–1948), katalanischer Illustrator und Comiczeichner
- Joan Melchior Kemper (1776–1824), niederländischer Politiker und Rechtswissenschaftler
- Joan Kostadinow (* 1947), bulgarischer Politiker.
- Joan Laporta (* 1962), katalanischer Rechtsanwalt und Politiker
- Joan-Lluís Lluís (* 1963), französisch-nordkatalanischer Schriftsteller und Journalist
- Joann Lõssov (1921–2000), estnisch-sowjetischer Basketballspieler und -trainer
- Joan Maetsuycker (1606–1678), Generalgouverneur von Niederländisch-Indien
- Joan Maragall (1860–1911), katalanischer Dichter
- Joan Francesc March (1927–2019), spanischer Schriftsteller
- Joan March (1582–1658), spanischer Benediktinermönch, Komponist und Organist
- Joan March Ordinas (1880–1962), spanischer Unternehmer und Bankier
- Joan Margarit (1938–2021), spanisch-katalanischer Lyriker, Essayist und Architekt
- Joan Lino Martínez (* 1978), spanisch-kubanischer Weitspringer
- Joan Martorell (1833–1906), katalanischer Baumeister und Architekt
- Joan Mascaró i Fornés (1897–1987), spanischer Orientalist
- Joan Massagué Solé (* 1953), spanischer Pharmakologe und Krebsforscher
- Joan Francesc Mira (* 1939), katalanischer Schriftsteller und Anthropologe
- Joan Claudi Montane (* 1955), andorranischer Boxer
- Joan Montseny (1864–1942), katalanischer Autor und militanter Anarchist
- Joan Mir (* 1997), spanischer Motorradrennfahrer
- Joan Miró (1893–1983), katalanischer Maler und Bildhauer
- Joan Nieuhof (1618–1672), niederländischer Weltenbummler
- Joan Nogué i Font (* 1958), katalanischer Humangeograph
- Joan Olivé (* 1984), spanischer Motorradrennfahrer
- Joan Oriol Gracia (* 1986), spanischer Fußballspieler
- Joan Oumari (* 1988), deutsch-libanesischer Fußballspieler
- Joan Perucho i Gutierres-Duque (1920–2003), spanischer Schriftsteller
- Joan Peruga Guerrero (* 1954), andorranischer Schriftsteller
- Joan Petit i Aguilar (1752–1829), spanischer Katalanist
- Joan Hernández Pijuan (1931–2005), spanischer Maler
- Joan Baptista Pla (1720–1773), spanischer Komponist und Oboist
- Joan Plaza i Durán (* 1963), spanischer Basketballtrainer
- Joan Pons Álvarez (* 1946), menorquinischer Opernsänger (Bariton)
- Joan Prats i Vallès (1891–1970), katalanischer Unternehmer und Kunstförderer
- Joan Prim i Prats (1814–1870), katalanischer General und Politiker
- Joan Raye (1698–1737), Generalgouverneur in Suriname
- Joan Riera Ferrari (1942–2017), spanischer Maler und Bildhauer
- Joan Röell (1844–1914), niederländischer Staatsmann
- Joan Roma Cararach (* 1972), spanischer Rennfahrer
- Joan Román (* 1993), spanischer Fußballspieler
- Joan Rosembach (1470–1530), deutsch-katalanischer Priester und Buchdrucker
- Joan Rubió i Bellver (1870–1952), katalanischer Architekt
- Joan Sales i Vallès (1912–1983), katalanischer Schriftsteller, Übersetzer und Verleger
- Joan Salvat-Papasseit (1894–1924), katalanischer Dichter und Autor
- Joan Antoni Samaranch (1920–2010), spanischer Politiker und Sportfunktionär
- Joan Saubich i Mir (* 1989), spanischer Handballspieler
- Joan Segarra Iracheta (1927–2008), spanischer Fußballspieler
- Joan Manuel Serrat (* 1943), spanischer Liedermacher
- Joann Sfar (* 1971), französischer Comicautor und Filmregisseur
- Joan Solà i Cortassa (1940–2010), katalanischer Linguist
- Joan Toscano (* 1984), andorranischer Fußballspieler
- Joan Triadú i Font (1921–2010), katalanischer Schriftsteller und Pädagoge
- Joan Verdú Fernández (* 1983), spanischer Fußballspieler
- Joan Vilà i Moncau (1924–2013), katalanischer Maler
- Joan Vilana Díaz (* 1977), andorranischer Skibergsteiger
- Joan Villadelprat (* 1955), spanischer Rennstall-Manager (Formel 1)
- Joan Vinyoli i Pladevall (1914–1984), katalanischer Dichter
- Joan Enric Vives i Sicília (* 1949), katalanischer Bischof und Kofürst von Andorra
- Joan Lluís Vives (1492–1540), spanischer Humanist und Philosoph
- Joan Adriaan Hugo van Zuylen van Nijevelt (1854–1940), niederländischer Kammerherr und Dirigent

### Einname
- Hl. Jeanne d’Arc, Joan of Arc, Johanna von Orléans (1412–1431), französische Nationalheldin
- Joan de Clare (ca. 1264–1322), englisch-schottische Adlige
- Joan of Kent (1328–1385), Ehefrau von Edward of Woodstock
- Joan de Munchensi (ca. 1234–1307), englische Adlige
- Joan de Stuteville († 1276), englische Adlige

### Vorname (weiblich)

#### A
- Joan Acker (1924–2016), US-amerikanische Soziologin
- Joan Aiken (1924–2004), britische Schriftstellerin
- Joan Jepkorir Aiyabei (* 1979), kenianische Langstreckenläuferin
- Joan Allen (* 1956), US-amerikanische Schauspielerin
- Joan Allison (* 1947), britische Mittelstreckenläuferin
- Joan Armatrading (* 1950), britische Singer-Songwriterin

#### B
- Joan Baez (* 1941), US-amerikanische Sängerin und Bürgerrechtlerin
- Joan Bakewell (* 1933), britische Journalistin und Politikerin (Labour)
- Joan Baptiste (* 1959), britische Sprinterin
- Joan Barfoot (* 1946), kanadische Schriftstellerin und Journalistin
- Joan Barry (1903–1989), britische Schauspielerin
- Joan Bartlett (1911–2002), prominente britische Katholikin
- Joan Beaufort, Countess of Westmorland (1379–1440), Tochter von John of Gaunt, 1. Duke of Lancaster
- Joan Beaufort (1406–1445), Tochter von John Beaufort, 1. Earl of Som
- Joan Benham (1918–1981), britische Schauspielerin
- Joan Bennett (1910–1990), US-amerikanische Schauspielerin
- Joan Benoit (* 1957), US-amerikanische Langstreckenläuferin
- Joan Beretta (1937–1965), australische Mittelstrecken- und Crossläuferin
- Joan Birman (* 1927), US-amerikanische Mathematikerin
- Joan Blackman (* 1938), US-amerikanische Schauspielerin
- Joan Kristin Bleicher (* 1960), deutsche Germanistin und Medienwissenschaftlerin
- Joan Blondell (1906–1979), US-amerikanische Schauspielerin
- Joan Bradshaw (* 1936), US-amerikanische Schauspielerin
- Joan Bresnan (* 1945), US-amerikanische Linguistin
- Joan Bridge (1912–2009), britische Kostümbildnerin
- Joan Burton (* 1949), irische Politikerin (Labour)
- Joan L. Bybee (* 1945), US-amerikanische Linguistin

#### C
- Joan Campbell (1929–2013), deutsch-amerikanische Historikerin
- Joan Carroll (1931–2016), US-amerikanische Kinderdarstellerin
- Joan Chandler (1923–1979), US-amerikanische Schauspielerin
- Joan Chen (* 1961), chinesisch-US-amerikanische Schauspielerin
- Joan Chittister (* 1936), US-amerikanische Nonne, Autorin und Aktivistin
- Joan Christiansen (* 1988), dänische Badmintonspielerin
- Joan Clarke (1917–1996), britische Kryptoanalytikerin
- Joan Collins (* 1933), US-amerikanische Schauspielerin
- Joan Breton Connelly (* 1954), US-amerikanische Archäologin
- Joan Copeland (1922–2022), US-amerikanische Schauspielerin
- Joan Crawford (1905–1977), US-amerikanische Schauspielerin
- Joan Crawford (* 1937), US-amerikanische Basketballspielerin
- Joan Crosby (1920–2013), englische Tischtennisspielerin
- Joan Cusack (* 1962), US-amerikanische Schauspielerin

#### D
- Joan Davis (1912–1961), US-amerikanische Schauspielerin
- Joan Devereux (1379–1409), englische Adlige
- Joan Dewhirst (1935–2020), britische Eiskunstläuferin
- Joan Dickson (1921–1994), britische Cellistin und Musikpädagogin
- Joan Didion (1934–2021), US-amerikanische Essayistin und Schriftstellerin
- Joan E. Donoghue (* 1956), US-amerikanische Juristin

#### E
- Joan Erikson (1903–1997), kanadisch-amerikanische Pädagogin und Autorin
- Joan Evans (1934–2023), US-amerikanische Schauspielerin

#### F
- Joan Faulkner (* vor 1960), US-amerikanische Jazzsängerin
- Joan Finney (1925–2001), US-amerikanische Politikerin
- Joan FitzAlan (1347–1419), englische Adlige
- Joann Fletcher (* 1966), britische Archäologin
- Joan Fontaine (1917–2013), US-amerikanische Schauspielerin
- Joan Franka (* 1990), niederländische Sängerin
- Joan Fry (1906–1985), britische Tennisspielerin

#### G
- Joan Ruth Bader Ginsburg (1933–2020), US-amerikanische Richterin
- Joan Gould (1927–2022), US-amerikanische Journalistin und Schriftstellerin
- Joan Grant (1907–1989), englische Schriftstellerin
- Joan C. Gratz (* 1941), US-amerikanische Künstlerin und Filmregisseurin
- Joan Greenwood (1921–1987), britische Schauspielerin
- Joan Guetschow (* 1966), US-amerikanische Biathletin

#### H
- Joan Haanappel (1940–2024), niederländische Eiskunstläuferin
- Joan Hackett (1934–1983), US-amerikanische Schauspielerin
- Joan Hanham (1939–2025), britische Politikerin (Conservative Party)
- Joan Hannah (* 1939), US-amerikanische Skirennläuferin
- Joan Harrison (1907–1994), britische Drehbuchautorin
- Joan Harrison (1935–2025), südafrikanische Schwimmerin
- Joan Hartigan (1912–2000), australische Tennisspielerin
- Joan Hendry (* 1945), kanadische Leichtathletin
- Joan Hennessy (* um 1930), kanadische Badmintonspielerin
- Joan Hess (Pseudonym: Joan Hadley, 1949–2017), US-amerikanische Krimi-Autorin
- Joan Hickson (1906–1998), britische Schauspielerin
- Joan Higginbotham (* 1964), US-amerikanische Astronautin
- Joan Hinton (1921–2010), US-amerikanische Kernphysikerin
- Joan Kelly Horn (* 1936), US-amerikanische Politikerin

#### I
- Joan Ingram, englische Tischtennisspielerin

#### J
- Joan Jett (* 1958), US-amerikanische Rock-Sängerin
- Joan Jonas (* 1936), US-amerikanische Künstlerin
- Joan Jones (* 1948), australische Badmintonspielerin

#### K
- Joan Bennett Kennedy (* 1936), Ehefrau von Edward Kennedy (1958–1982)
- Joan Kerouac (J. Haverty, 1931–1990), US-amerikanische Autorin
- Joan Kirner (1938–2015), australische Politikerin (ALP)

#### L
- Joan La Barbara (* 1947), US-amerikanische Sängerin und Komponistin
- Joan Lestor (1931–1998), britische Politikerin (Labour)
- Joan Leslie (1925–2015), US-amerikanische Schauspielerin
- Joan Lind (1952–2015), US-amerikanische Ruderin
- Joan Lingard (1932–2022), britische Kinder- und Jugendbuchautorin
- Joan Lindsay (1896–1984), australische Schriftstellerin
- Joan Littlewood (1914–2002), britische Theater- und Filmregisseurin
- Joan Logue (* 1942), US-amerikanische Videokünstlerin
- Joan Lorring (1926–2014), US-amerikanische Schauspielerin
- Joan Lowell (1902–1967), amerikanische Schauspielerin und Autorin
- Joan Lunden (* 1950), US-amerikanische Journalistin und Autorin

#### M
- Joan Marsh (1914–2000), US-amerikanische Schauspielerin und Geschäftsfrau
- Joan Marshall (1931–1992), US-amerikanische Schauspielerin
- Joan Martin († 1322), englische Adlige
- Joan McAlpine (* 1962), schottische Politikerin (SNP)
- Joan McCloy (* um 1945), nordirische Badmintonspielerin
- Joan McCusker (* 1965), kanadische Curlerin
- Joan Mitchell (1925–1992), US-amerikanische Malerin
- Joan Morgan (1905–2004), britische Filmschauspielerin
- Joan Mondale (1930–2014), Gattin des US-Vizepräsidenten Walter Mondale

#### N
- Joan Nestle (* 1940), US-amerikanische Lehrerin und Autorin

#### O
- Joan O’Brien (1936–2025), US-amerikanische Schauspielerin und Sängerin
- Joan O’Callaghan (1934–2015), britisch-US-amerikanische Filmschauspielerin
- Joan Orleans (Joan Schmitt-Parks), US-amerikanische Gospel-Sängerin
- Joan Osborne (* 1962), US-amerikanische Sängerin und Singer-Songwriterin

#### P
- Joan Pavelich (* 1953), kanadische Diskuswerferin und Kugelstoßerin
- Joan Whitney Payson (1903–1975), US-amerikanische Unternehmerin und Kunstmäzenin
- Joan Peters (1936–2015), amerikanische Journalistin und Autorin
- Joan Perry (1911–1996), US-amerikanische Schauspielerin
- Joan Phipson (1912–2003), australische Kinderbuchautorin
- Joan du Plat Taylor (1906–1983), britische Unterwasserarchäologin
- Joan Plowright (1929–2025), britische Schauspielerin
- Joan Beauchamp Procter (1897–1931), britische Herpetologin

#### R
- Joan Rhodes (1921–2010), britische Zirkusartistin
- Joan Rice (1930–1997), britische Schauspielerin
- Joan Ridley O’Meara (1903–1983), britische Tennisspielerin
- Joan Rivers (1933–2014), amerikanische Entertainerin
- Joan Roberts (1917–2012), US-amerikanische Theaterschauspielerin
- Joan Robinson (1903–1983), britische Ökonomin
- Joan G. Robinson (1910–1988), englische Kinder- und Jugendbuchautorin
- Joan Root (1936–2006), kenianische Tierfilmerin und Naturschutz-Aktivistin
- Joan Kipkemoi Rotich (* 1993), kenianische Hindernisläuferin
- Joan Roughgarden (* 1946), US-amerikanische Biologin und Autorin
- Joan Mary Ruddock (* 1943), walisische Politikerin (Labour)

#### S
- Joan Schenkar (1942–2021), US-amerikanische Schriftstellerin und Dramatikerin
- Joan Seccombe (* 1930), britische Politikerin (CP)
- Joan Severance (* 1958), US-amerikanische Schauspielerin und Model
- Joan Shawlee (J. Fulton, 1926–1987), US-amerikanische Schauspielerin
- Joan Micklin Silver (1935–2020), US-amerikanische Filmregisseurin und Drehbuchautorin
- Joan Sims (1930–2001), britische Schauspielerin
- Joan Slonczewski (* 1956), US-amerikanische Molekularbiologin und Science-Fiction-Autorin
- Joan Smalls (J. Rodriquez, * 1988), puerto-ricanisches Model
- Joan Miller Smith (* 1967), ehemalige US-amerikanische Biathletin
- Joan Spero (J. Edelman, * 1944), US-amerikanische Diplomatin
- Joan Stambaugh (1932–2013), US-amerikanische Philosophin und Übersetzerin
- Joan A. Steitz (* 1941), US-amerikanische Biochemikerin
- Joan Mildred Summerfield (1921–2013), britische Schauspielerin
- Joan Sutherland (1926–2010), australische Sopranistin
- Joan Swift (* 1933), US-amerikanische Schauspielerin

#### T
- Joan Taylor (1929–2012), US-amerikanische Schauspielerin
- Joan Tetzel (1921–1977), US-amerikanische Schauspielerin
- Joan Thirsk (1922–2013), britische Historikerin
- Joan Thynne (J. Hayward, 1558–1612), englische Adlige
- Joan Tower (* 1938), US-amerikanische Komponistin und Pianistin
- Joan Trimble (1915–2000), irische Komponistin und Pianistin

#### V
- Joan Van Ark (* 1943), US-amerikanische Schauspielerin
- Joan Vickers (1907–1994), britische Politikerin (NLP, CP)
- Joan D. Vinge (* 1948), US-amerikanische Science-Fiction-Autorin
- Joan Vollmer (1923–1951), US-amerikanische Künstlergattin und Muse der Beat Generation

#### W
- Joan Wallach Scott (* 1941), US-amerikanische Historikerin
- Joan Walmsley (* 1943), britische Politikerin (LD)
- Joan Wiffen (1922–2009), neuseeländische Amateur-Paläontologin
- Joan Wildman (1938–2020), US-amerikanische Pianistin und Hochschullehrerin
- Joan Wolf (* 1951), US-amerikanische Schriftstellerin
- Joan Woodland (1921–2013), australische Sprinterin
- Joan Woodward (1916–1971), britische Soziologin

### Variante Joanne
- Joanne Benson (* 1943), US-amerikanische Politikerin (Republikaner)
- Joanne Brackeen (* 1938), US-amerikanische Jazzpianistin und Hochschullehrerin
- Joanne Byron (* 1947), US-amerikanische Politaktivistin und Terroristin
- Joanne Calderwood (* 1986), schottische Kampfsportlerin
- Joanne Cassar (* 1971), maltesische Badmintonspielerin
- „Joanne“ Kuei Ya Chen (* 1990), taiwanesisch-US-amerikanische Badmintonspielerin
- Joanne Chory (1955–2024), US-amerikanische Pflanzenbiologin
- Joanne Cuddihy (* 1984), irische Sprinterin
- Joanne Davies (* 1972), englische Badmintonspielerin
- Joanne Doornewaard (* 1960), niederländische Diplomatin
- Joanne Dru (1922–1996), US-amerikanische Filmschauspielerin
- Joanne Eccles (* 1989), britische Voltigiererin
- Joanne Ernst (* 1958/1959), US-amerikanische Triathletin
- Jo-Anne Faull (* 1971), australische Tennisspielerin
- Joanne Flockhart (* ≈1950), schottische Badmintonspielerin
- Joanne Froggatt (* 1980), britische Schauspielerin
- Joanne Gläsel (* 1961), deutsche Schauspielerin und Hörspielsprecherin
- Joanne Goode-Wright (* 1972), englische Badmintonspielerin
- Joanne Greenberg (* 1932), US-amerikanische Schriftstellerin
- Joanne Guest (* 1972), britisches Modell und Moderatorin
- Joanne Harris (* 1964), britische Schriftstellerin
- Joanne Hewson (1930–2023), kanadische Skiläuferin
- Joanne Jackson (* 1986), britische Schwimmerin
- Joanne Kelly (* 1978), kanadische Schauspielerin
- Joanne Kiesanowski (* 1979), neuseeländische Radrennfahrerin
- Joanne King (* 1976), australische Triathletin
- Joanne Linville (1928–2021), US-amerikanische Schauspielerin
- Joanne Liu (* 1965), kanadische Kinderärztin
- Joanne Jishung Liu (* 1965), taiwanische Pokerspielerin, siehe J. J. Liu
- Joanne Love (* 1985), schottische Fußballspielerin
- Joanne Massiah (* 1968), Politikerin aus Antigua und Barbuda (UPP)
- Joanne McTaggart (* 1954), kanadische Sprinterin
- Joanne Muggeridge (* 1969), englisch-walisische Badmintonspielerin
- Joanne Nicholas-Wright (* 1977), englische Badmintonspielerin
- Joanne Pavey (* 1973), britische Mittel- und Langstreckenläuferin
- Joanne Peters (* 1979), australische Fußballspielerin
- Joanne Quay Swee Ling (* 1980), malaysische Badmintonspielerin
- Joanne Reid (* 1992), US-amerikanische Biathletin und Skilangläuferin
- Joanne K. Rowling (* 1965), britische Schriftstellerin
- JoAnne Russell (* 1954), US-amerikanische Tennisspielerin
- Joanne Samuel (* 1957), australische Schauspielerin
- Joanne Malkus Simpson (J. Gerould, 1923–2010), US-amerikanische Meteorologin
- Joanne Snell (* 1977), australische Badmintonspielerin
- JoAnne Stubbe (* 1946), US-amerikanische Biochemikerin
- Joanne Shaw Taylor (* 1985), britische Gitarristin und Singer-Songwriterin
- Joanne Vannicola (* 1968), kanadische Schauspielerin
- Joanne Whalley (* 1961), britische Schauspielerin
- Joanne Wise (* 1971), britische Weitspringerin
- Joanne Woodward (* 1930), US-amerikanische Schauspielerin
- Joanne Woollard († 2015), britische Szenenbildnerin

### Variante Jo Ann
- Jo Ann Davis (1950–2007), US-amerikanische Politikerin (Republikaner)
- Jo Ann Emerson (* 1950), US-amerikanische Politikerin (Republikaner)
- Jo Ann Endicott (* 1950), australische Tänzerin
- JoAnn Falletta (* 1954), US-amerikanische Musikerin und Dirigentin
- Jo Ann Garrett (* 1954), US-amerikanische Soulsängerin
- Jo Ann Greer (1927–2001), US-amerikanische Sängerin
- Jo Ann Kelly (1944–1990), britische Sängerin und Gitarristin
- JoAnn E. Manson (* 1953), US-amerikanische Epidemiologien
- Jo Ann Pflug (* 1940), US-amerikanische Schauspielerin
- Jo Ann Simon (* 1946), US-amerikanische Autorin
- Jo-Ann Strauss (* 1981), südafrikanische Fernsehmoderatorin und Model
- Jo Ann Terry (* 1938), US-amerikanische Leichtathletin
- Jo Ann Zimmerman (1936–2019), US-amerikanische Politikerin (Demokraten)

### Zweitname
- Helen Joanne Cox (1974–2016), britische Politikerin (Labour)
- Bernat Joan i Marí (* 1960), spanischer Schriftsteller und Politiker (ERC)
- Stefani Joanne Angelina Germanotta, Künstlername „Lady Gaga“ (* 1986), US-amerikanische Sängerin
- Melissa Joan Hart (* 1976), US-amerikanische Schauspielerin
- Samantha Joanne Marchant (* 1988), englische Sängerin

### Fiktive Personen
- Lois Joanne Lane, Begleitfigur von Superman
- Joan Landor (Joan Randall in Japan), Freundin von Captain Future
- Joan of Washington Square (Protagonistin in Artemis Smith’s Roman The Third Sex)